# Tyrese Gibson
Tyrese Darnell Gibson, (n. 30 decembrie 1978) cunoscut drept Tyrese este un cântăreț de R&B, rapper, actor, fost model și VJ la MTV. După ce a lansat mai multe albume de muzică, și-a început cariera în film, fiind protagonistul mai multor producții ale Hollywood-ului.

## Biografie
S-a născut în Los Angeles, California, crescând în cartierul Watts. Mama sa este Priscilla Murray Gibson, născută Durham, i-a crescut pe el și pe cei trei frați ai săi singură după ce tatăl lor a plecat în 1983. Cariera sa a început odată cu câștigarea unui concurs dedicat tinerelor talente, la vârsta de 14 ani. În 1994 a apărut într-o reclamă la Coca-Cola, cântând celebra „Always Coca-Cola”, iar acest lucru i-a adus faima așteptată.

## Cariera ca actor
În 1996 a apărut într-un episod din Hangin' with Mr. Cooper și în sitcomul Fox, Martin. A mai apărut într-un episod din sitcomul The Parent 'Hood în 1998. A câștigat rolul care trebuia să fie al lui Tupac Shakur, în filmul Baby Boy din 2001, dar și în Flight of the Phoenix din 2004, Four Brothers din 2005, Waist Deep din 2006 și Annapolis din 2006.

## Discografie

### Albume de studio
| Tyrese                                                     | - Lansat: 29 septembrie 1998 - Casă de discuri: RCA Records - Formate: CD | 17 | 6 | — | —   | - US: Platinum |
| 2000 Watts                                                 | - Lansat: 22 mai 2001 - Casă de discuri: RCA Records - Formate: CD        | 10 | 4 | — | —   | - US: Gold     |
| I Wanna Go There                                           | - Lansat: 10 decembrie 2002 - Casă de discuri: J Records - Formate: CD    | 16 | 2 | — | 180 | - US: Gold     |
| Alter Ego                                                  | - Lansat: 12 decembrie 2006 - Casă de discuri: J Records - Formate: CD,   | 23 | 4 | 2 | —   |                |
| Open Invitation                                            | - Lansat: Vara anului 2011 - Casă de discuri: J Records - Formate: CD     | —  | — | — | —   |                |
| "—" denotă că albumul a fost lansat dar nu a intrat în top |                                                                           |    |   |   |     |                |

### Discuri single
| An   | Single                                               | Poziția maximă | Poziția maximă | Poziția maximă | Album                                      |
| An   | Single                                               | US             | US R&B         | UK             | Album                                      |
| ---- | ---------------------------------------------------- | -------------- | -------------- | -------------- | ------------------------------------------ |
| 1998 | "Nobody Else"                                        | 36             | 12             | 59             | Tyrese                                     |
| 1999 | "Lately"                                             | 56             | 12             | —              | Tyrese                                     |
| 1999 | "Sweet Lady"                                         | 12             | 9              | 55             | Tyrese                                     |
| 1999 | "The Best Man I Can Be" (cu Ginuwine, R.L. și Case)  | 67             | 15             | —              | Coloana sonoră a filmului The Best Man     |
| 2001 | "I Like Them Girls"                                  | 48             | 15             | —              | 2000 Watts                                 |
| 2001 | "What Am I Gonna Do"                                 | 78             | 24             | —              | 2000 Watts                                 |
| 2001 | "Just A Baby Boy" (feat. Snoop Dogg)                 | —              | —              | —              | 2000 Watts                                 |
| 2003 | "How You Gonna Act Like That"                        | 7              | 4              | 30             | I Wanna Go There                           |
| 2003 | "Signs Of Love Makin'"                               | 57             | 18             | —              | I Wanna Go There                           |
| 2003 | "Pick Up The Phone" (feat. R. Kelly & Ludacris)      | —              | 65             | —              | Coloana sonoră a filmului 2 Fast 2 Furious |
| 2006 | "One"                                                | 122            | 26             | —              | Alter Ego                                  |
| 2007 | "Turn Ya Out" (feat. Lil Jon)                        | —              | 70             | —              | Alter Ego                                  |
| 2007 | "Nobody Do It Better" (feat. Keith Murray și Junior) | —              | —              | —              | Rap-Murr-Phobia                            |
| 2009 | "Take Me Away" (feat. Pitbull și Kardinal Offishall) | —              |                | —              | Open Invitation                            |
| 2011 | "Get It On" (feat. Jerome și Method Man)             | —              | —              | —              | Black Ty Is Back                           |

## Filmografie

### Film
| An   | Titlu                               | Rol                            |
| ---- | ----------------------------------- | ------------------------------ |
| 2000 | Love Song                           | Skip/Mad Rage                  |
| 2001 | Baby Boy                            | Joseph 'Jody' Summers          |
| 2003 | 2 Fast 2 Furious                    | Roman Pearce                   |
| 2004 | Flight of the Phoenix               | AJ                             |
| 2005 | Four Brothers                       | Angel Mercer                   |
| 2005 | Annapolis                           | Matt Cole                      |
| 2006 | Waist Deep                          | Otis/O2                        |
| 2007 | Transformers                        | Robert Epps                    |
| 2007 | The Take                            | Adell Baldwin                  |
| 2008 | Death Race                          | Joseph "Machine Gun Joe" Mason |
| 2009 | Transformers: Revenge of the Fallen | Robert Epps                    |
| 2010 | Legion                              | Kyle Williams                  |
| 2011 | Transformers: Dark of the Moon      | Robert Epps                    |
| 2011 | Fast Five                           | Roman Pearce                   |
| 2013 | Fast & Furious 6                    | Roman Pearce                   |
| 2013 | Black Nativity                      | Tyson                          |
| 2015 | Furious 7                           | Roman Pearce                   |
| 2015 | Hollywood Adventures                | Himself                        |
| 2016 | Ride Along 2                        | Mayfield                       |
| 2017 | The Fate of the Furious             | Roman Pearce                   |
| 2021 | F9                                  | Roman Pearce                   |

### Televiziune
| An    | Titlu                      | Rol                   |
| ----- | -------------------------- | --------------------- |
| 1996  | Hangin' with Mr. Cooper    | Darrell               |
| 1997  | Martin                     | Dante                 |
| 1998  | The Parent 'Hood           | Coop                  |
| 1999  | MTV Beach House            | Himself               |
| 1999  | Blue's Clues               | Tyrese                |
| 2000  | Moesha                     | Troy                  |
| 2010  | La La's Full Court Wedding | Rolul său             |
| 2011  | The Soup                   | Rolul său             |
| 2016  | American Dad!              | Rolul său             |
| 2016– | Star                       | Pastorul Bobby Harris |

### Videoclipuri
| An   | Artist                                              | Titlu                       |
| ---- | --------------------------------------------------- | --------------------------- |
| 1997 | SWV                                                 | "Rain"                      |
| 1998 | Usher                                               | "My Way"                    |
| 1999 | Monica                                              | "Angel of Mine"             |
| 2003 | Roselyn Sánchez                                     | "Amor Amor"                 |
| 2003 | R. Kelly featuring Big Tigger and Cam'ron           | "Snake (Remix)"             |
| 2003 | Ludacris                                            | "Act a Fool"                |
| 2006 | Omarion                                             | "Entourage"                 |
| 2007 | Keyshia Cole                                        | "Love"                      |
| 2008 | Akon featuring Colby O'Donis and Kardinal Offishall | "Beautiful"                 |
| 2009 | Chris Brown featuring Lil Wayne and Swizz Beatz     | "I Can Transform Ya"        |
| 2010 | Lady Gaga featuring Beyoncé                         | "Telephone"                 |
| 2013 | Clinton Sparks featuring 2 Chainz and Macklemore    | "Gold Rush"                 |
| 2013 | T-Pain featuring B.o.B                              | "Up Down (Do This All Day)" |
| 2015 | Eric Bellinger featuring 2 Chainz                   | "Focused On You"            |

### Parcuri tematice
| An   | Titlu                        | Rol          |
| ---- | ---------------------------- | ------------ |
| 2015 | Fast & Furious: Supercharged | Roman Pearce |